# تاکاکی شیچی
تاکاکی شیچی (انگلیسی: Takaaki Shichi؛ زادهٔ ۲۷ دسامبر ۱۹۹۳) بازیکن فوتبال اهل ژاپن است.